# Cantó d'Écully
El cantó d'Écully era una divisió administrativa francesa del departament del Roine. Comptava amb 3 municipis i el cap era Écully. Va existir de 2001 a 2014.

## Municipis
- Champagne-au-Mont-d'Or
- Dardilly
- Écully

| Data d'elecció | Identitat       | Partit             | Qualitat |
| -------------- | --------------- | ------------------ | -------- |
| 2001-2008      | Michèle Vullien | UDF, després MoDem |          |
| 2008-2014      | Éric Poncet     | UMP                |          |